# Памятник героям Пиренейской войны (Порту)
Памятник героям Пиренейской войны (порт. Monumento aos Heróis da Guerra Peninsular) — памятник на площади Ротонда да Боавишта в городе Порту, Португалия.
Посвящён героям Пиренейской войны начала XIX века, включающей серию вооружённых конфликтов между Наполеоновской империей и союзом Испании, Португалии и Великобритании.
Памятник был спроектирован архитектором José Marques da Silva и скульптором Alves de Sousa, его возведение было начато в 1909 году, а открытие монумента состоялось лишь в 1952 году. 
Представляет собой постамент высотой 45 метров, со всех сторон окружённый скульптурными группами, состоящими из артиллеристов, британских солдат и женских фигур, самая экспрессивная из которых держит национальный флаг в одной руке и меч – в другой. На постамент установлена высокая колонна, увенчанная львом, попирающим орла. Лев символизирует британцев, орёл – символ Наполеоновской империи.

## Галерея

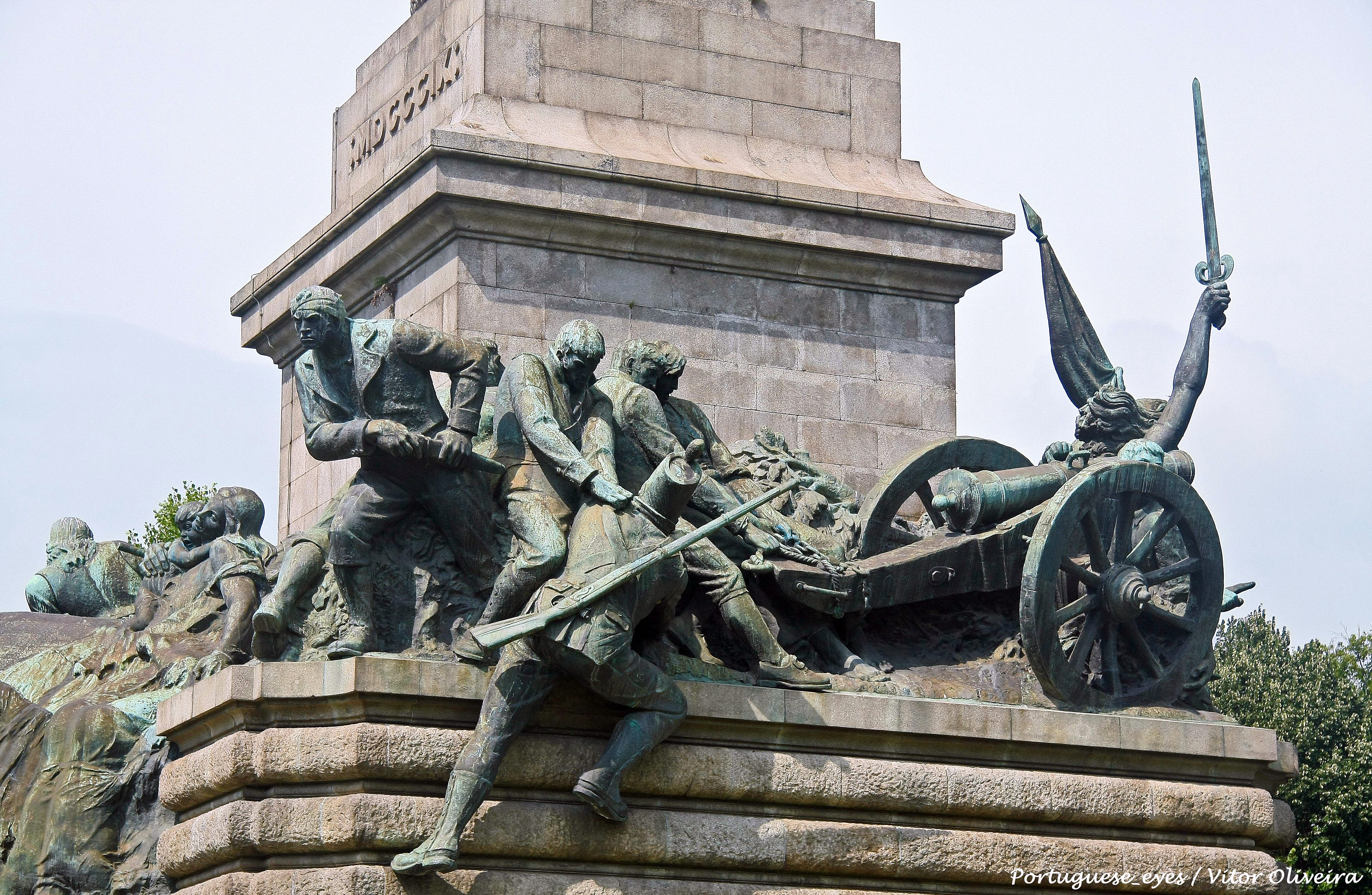
Скульптурная группа
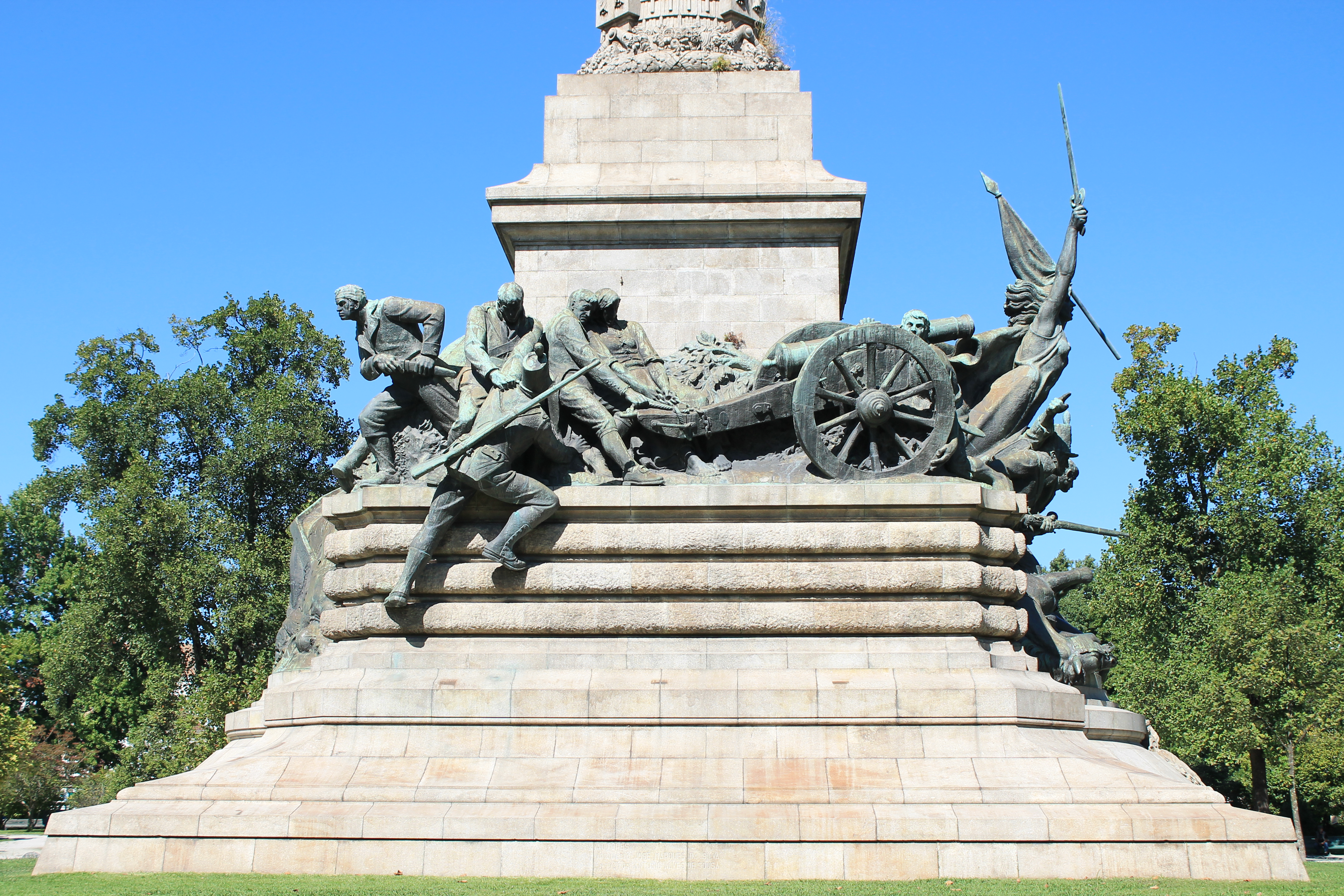
Скульптурная группа
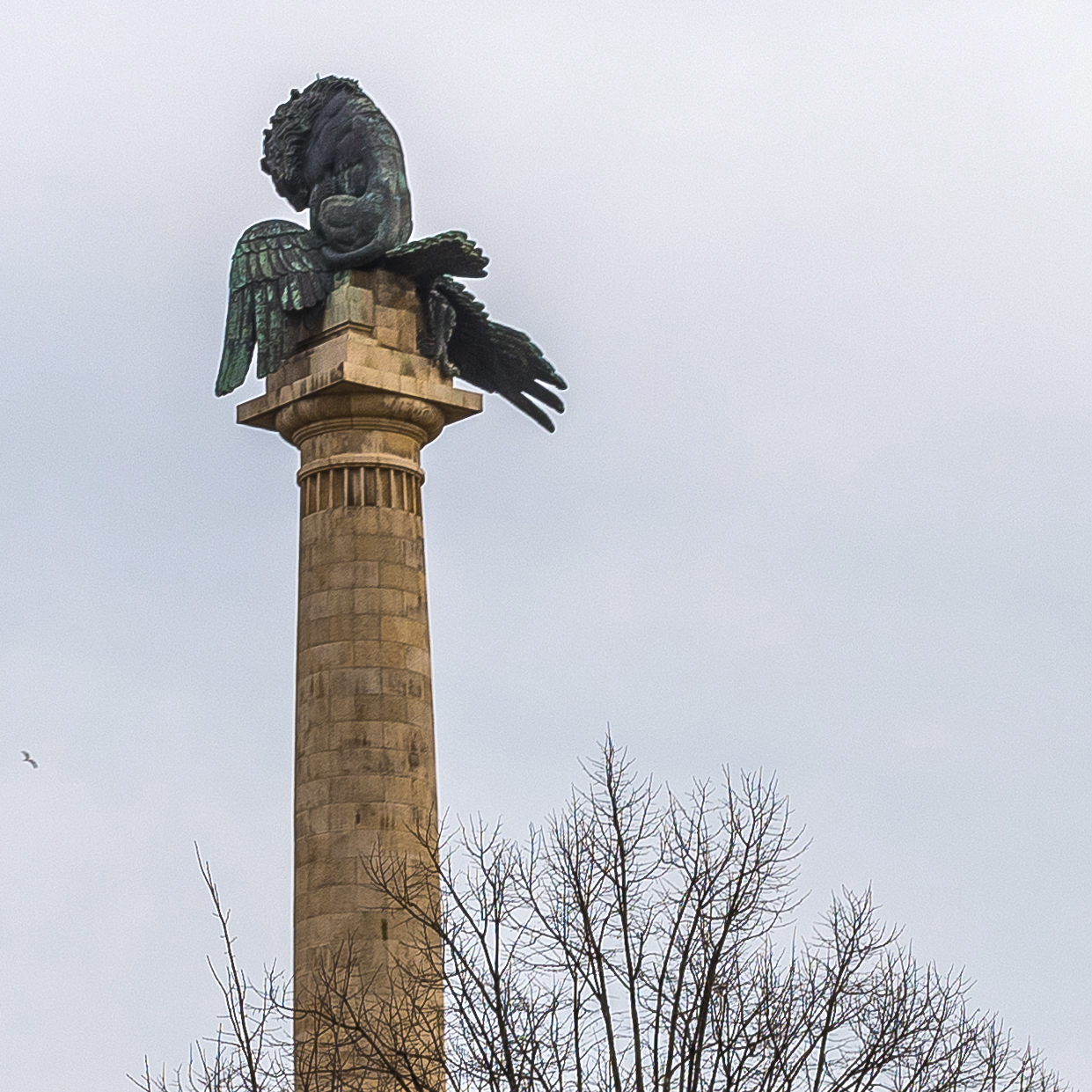
Лев, попирающий орла